# Erigone hydrophytae
Erigone hydrophytae là một loài nhện trong họ Linyphiidae.
Loài này thuộc chi Erigone. Erigone hydrophytae được Wilton Ivie & Barrows miêu tả năm 1935.